# Bangor Football Club
El Bangor Football Club és un club de futbol nord-irlandès de la ciutat de Bangor.

## Història
El club va ser fundat l'any 1918. Gaudí de la seva millor època durant els anys 90, en què es classificà segon a la lliga i es classificà per primer cop per competicions europees. A més la temporada 1992-93 aconseguí guanyar la Copa i la Copa de la Lliga nord irlandesa.

## Jugadors destacats
- Harry Baird
- Willie Fernie

## Palmarès
- Copa nord irlandesa de futbol: 1
  - 1992/93
- Copa de la Lliga nord irlandesa de futbol: 1
  - 1992/93
- Ulster Cup: 2
  - 1991/92, 1994/95
- City Cup: 2
  - 1970/71, 1976/77
- County Antrim Shield: 3
  - 1969/70, 1974/75, 1988/89
- Mid-Ulster Cup: 1
  - 1995/96
- Steel and Sons Cup: 5
  - 1923/24, 2004/05 com a Bangor FC, 1940/41, 1945/46, 1994/95 amb l'equip reserva
- Intermediate Cup: 3
  - 1940/41, 1942/43, 1943/44 tots amb l'equip reserva
- Daily Mirror Intermediate League Cup Trophy: 1
  - 2004/05